# 関谷健利
関谷 健利（せきや けんと、1990年4月13日 - ）は、東京都出身の俳優。身長159cm。レッド・エンタテインメント・デリヴァー所属。

## 人物
レッド・アクション・クラブ養成部 RED塾2期生。

## 出演

### テレビドラマ
- ROOKIES（2008年、TBS）
- 塀の中の中学校（2010年、TBS）
- 刑事・鳴沢了〜史上最悪の24時間〜（2010年、フジテレビ）
- 10年先も君に恋して（2010年、NHK）
- ダウンタウンのガキの使いやあらへんで!! 絶対に笑ってはいけない地球防衛軍24時（2013年、日本テレビ）

### 特撮テレビドラマ
- スーパー戦隊シリーズ（テレビ朝日）
  - 獣拳戦隊ゲキレンジャー（2007年 - 2008年）[2]
  - 炎神戦隊ゴーオンジャー（2008年 - 2009年）[2]
  - 侍戦隊シンケンジャー（2009年 - 2010年）[2]
  - 天装戦隊ゴセイジャー（2010年 - 2011年）[2]
  - 海賊戦隊ゴーカイジャー（2011年 - 2012年）[2]
  - 特命戦隊ゴーバスターズ（2012年 - 2013年）[2]
  - 獣電戦隊キョウリュウジャー（2013年 - 2014年）
  - 烈車戦隊トッキュウジャー（2014年 - 2015年）[2]
  - 手裏剣戦隊ニンニンジャー（2015年 - 2016年）
  - 動物戦隊ジュウオウジャー（2016年 - 2017年）
  - 宇宙戦隊キュウレンジャー（2017年 - 2018年）
- 仮面ライダーシリーズ（テレビ朝日）
  - 仮面ライダーキバ（2008年 - 2009年）[2]
  - 仮面ライダーディケイド（2009年）[2]
  - 仮面ライダーW（2009年 - 2010年）[2]
  - 仮面ライダーオーズ/OOO（2010年 - 2011年）[2]
  - 仮面ライダーフォーゼ（2011年 - 2012年）[2]
  - 仮面ライダー鎧武（2013年 - 2014年）[2]
  - 仮面ライダードライブ（2014年 - 2015年）
  - 仮面ライダーゴースト（2015年 - 2016年）
  - 仮面ライダーエグゼイド（2016年 - 2017年）

#### テレビスペシャル
- 烈車戦隊トッキュウジャーVS仮面ライダー鎧武 春休み合体スペシャル（2014年）

### 映画
- アフロ田中（2012年）
- スーパー戦隊シリーズ
  - 炎神戦隊ゴーオンジャー BUNBUN!BANBAN!劇場BANG!!（2008年）[2]
  - 劇場版 炎神戦隊ゴーオンジャーVSゲキレンジャー（2009年）
  - 侍戦隊シンケンジャー 銀幕版 天下分け目の戦（2009年）
  - 侍戦隊シンケンジャーVSゴーオンジャー 銀幕BANG!!（2010年）
  - 天装戦隊ゴセイジャー エピックON THEムービー（2010年）
  - 天装戦隊ゴセイジャーVSシンケンジャー エピックon銀幕（2011年）
  - ゴーカイジャー ゴセイジャー スーパー戦隊199ヒーロー大決戦（2011年）
  - 特命戦隊ゴーバスターズ THE MOVIE 東京エネタワーを守れ!（2012年）
  - 特命戦隊ゴーバスターズVS海賊戦隊ゴーカイジャー THE MOVIE（2013年）[2]
  - 獣電戦隊キョウリュウジャーVSゴーバスターズ 恐竜大決戦! さらば永遠の友よ（2014年）
  - 烈車戦隊トッキュウジャー THE MOVIE ギャラクシーラインSOS（2014年）
  - 烈車戦隊トッキュウジャーVSキョウリュウジャー THE MOVIE（2015年）
  - 手裏剣戦隊ニンニンジャー THE MOVIE 恐竜殿さまアッパレ忍法帖!（2015年）
  - 劇場版 動物戦隊ジュウオウジャー ドキドキサーカスパニック!（2016年）
  - 劇場版 動物戦隊ジュウオウジャーVSニンニンジャー 未来からのメッセージ from スーパー戦隊（2017年）
  - 宇宙戦隊キュウレンジャー THE MOVIE ゲース・インダベーの逆襲（2017年）
- 仮面ライダーシリーズ
  - 劇場版 仮面ライダーキバ 魔界城の王（2008年）[2]
  - 劇場版 さらば仮面ライダー電王 ファイナル・カウントダウン（2008年）[2]
  - 劇場版 超・仮面ライダー電王&ディケイド NEOジェネレーションズ 鬼ヶ島の戦艦（2009年）[2]
  - 劇場版 仮面ライダーディケイド オールライダー対大ショッカー（2009年）
  - 仮面ライダー×仮面ライダー W&ディケイド MOVIE大戦2010（2009年）
  - 仮面ライダー×仮面ライダー×仮面ライダー THE MOVIE 超・電王トリロジー（2010年）
    - EPISODE BLUE 派遣イマジンはNEWトラル
    - EPISODE YELLOW お宝DEエンド・パイレーツ

  - 仮面ライダーW FOREVER AtoZ/運命のガイアメモリ（2010年）
  - 仮面ライダー×仮面ライダー オーズ&ダブル feat.スカル MOVIE大戦CORE（2010年）[2]
  - オーズ・電王・オールライダー レッツゴー仮面ライダー（2011年）[2]
  - 仮面ライダーフォーゼ THE MOVIE みんなで宇宙キターッ!（2012年）
  - 仮面ライダー×仮面ライダー ウィザード&フォーゼ MOVIE大戦アルティメイタム（2012年）　
  - 仮面ライダー×仮面ライダー 鎧武&ウィザード 天下分け目の戦国MOVIE大合戦（2013年）
  - 劇場版 仮面ライダー鎧武 サッカー大決戦!黄金の果実争奪杯!（2014年）
  - 仮面ライダー×仮面ライダー ドライブ&鎧武 MOVIE大戦フルスロットル（2014年）
  - 劇場版 仮面ライダードライブ サプライズ・フューチャー（2015年）
  - 仮面ライダー×仮面ライダー ゴースト&ドライブ 超MOVIE大戦ジェネシス（2015年）
  - 仮面ライダー1号（2016年）
  - 劇場版 仮面ライダーゴースト 100の眼魂とゴースト運命の瞬間（2016年）
  - 仮面ライダー平成ジェネレーションズ Dr.パックマン対エグゼイド&ゴーストwithレジェンドライダー（2016年）
- スーパーヒーロー大戦シリーズ
  - 仮面ライダー×スーパー戦隊 スーパーヒーロー大戦（2012年）[2]
  - 仮面ライダー×スーパー戦隊×宇宙刑事 スーパーヒーロー大戦Z（2013年）[2]
  - 平成ライダー対昭和ライダー 仮面ライダー大戦 feat.スーパー戦隊（2014年）
  - スーパーヒーロー大戦GP 仮面ライダー3号（2015年）[2]
  - 仮面ライダー×スーパー戦隊 超スーパーヒーロー大戦（2017年）

### ヒーローショー
- 炎神戦隊ゴーオンジャー
  - 「炎神合体! エンジンオーG6降臨!!」
  - 「天空の戦士! ゴーオンウイングス登場!!」
  - 「最強パワー炸裂! LET'S GO-ON!!」
  - 「熱き友情! 正義のドリフトパワー発動!!」
  - 「グランプリファイナル! 素顔の戦士ラストラン!!」
  - 「さよならスカイシアター! 熱き思いよ蘇れ!」
- 侍戦隊シンケンジャー
  - 「侍戦隊シンケンジャー! シアターGロッソに見参!」
- ウルトラシリーズ
  - ウルトラマン プレミアムステージ2
  - ウルトラマンメビウス パワフルステージ〜春休み2009〜
  - ウルトラマンとすごそう! クリスマス☆パーティー2009
  - ウルトラマンフェスティバル2010
  - お正月だよ!ウルトラマン全員集合!!

### 舞台
- RED塾旗揚げ公演「REAL BREAK　〜最後の一撃〜」

### Vシネマ
- スーパー戦隊シリーズ
  - 帰ってきた特命戦隊ゴーバスターズVS動物戦隊ゴーバスターズ（2013年）
  - 帰ってきた獣電戦隊キョウリュウジャー 100 YEARS AFTER（2014年）
  - 行って帰ってきた烈車戦隊トッキュウジャー 夢の超トッキュウ7号（2015年）
  - 特捜戦隊デカレンジャー 10 YEARS AFTER（2015年）
  - 帰ってきた動物戦隊ジュウオウジャー お命頂戴!地球王者決定戦（2017年）
- 仮面ライダーシリーズ
  - 鎧武/ガイム外伝 仮面ライダー斬月/仮面ライダーバロン（2015年）
  - ドライブサーガ（2016年）
    - 仮面ライダーチェイサー
    - 仮面ライダーマッハ/仮面ライダーハート

### ネットムービー
- ネット版 仮面ライダー×スーパー戦隊 スーパーヒーロー大変 〜犯人はダレだ?!〜（2012年）

### PV
- 長渕剛 「卒業」
- 矢島美容室 「ニホンノミカタ -ネバダカラキマシタ-」